# Tautoneura eda
Tautoneura eda är en insektsart som beskrevs av Irena Dworakowska 1981. Tautoneura eda ingår i släktet Tautoneura och familjen dvärgstritar. Inga underarter finns listade i Catalogue of Life.